# Robin Bengtsson
Robin Bengtsson (Svenljunga, 1990. április 27. –) svéd énekes. Ő képviselte Svédországot a 2017-es Eurovíziós Dalfesztiválon, Kijevben, az I Can’t Go On című dalával.

## Pályafutása
A svéd Idol című tehetségkutató műsor ötödik szériájának a harmadik helyezettje. 2016-ban indult az Eurovíziós Dalfesztiválra kijutásért a svéd nemzeti döntőben, a Melodifestivalenben. Constellation Prize című dalával az 5. helyezett lett 83 ponttal. 2017-ben újra indult a versenyen az I Can’t Go On című dalával. A verseny a győzelmével záródott, így ő képviselte Svédországot a 2017-es Eurovíziós Dalfesztiválon Kijevben. A nemzetközi döntőben 344 pontot gyűjtött, így az 5. helyezést sikerült elérnie.
Részt vett a Let's Dance 2019-es évadában, amelyet a svéd TV4 közvetített. Bengtsson partnere a versenyben Sigrid Bernson volt. A páros az ötödik helyezést érte el.
Bengtsson a Take a Chance című dalával részt vett a 2020-as Melodifestivalenben.. A verseny első elődöntőjéből, amelyre Linköpingben került sor 2020. február 1-jén, Bengtsson közvetlenül a stockholmi döntőbe kvalifikálta magát, amelyre 2020. március 7-én került sor. A nyolcadik helyen végzett, összesen 63 pontot szerzett.

## Díjak, elismerések
- 2017-es Melodifestivalen győztese

## Diszkográfia

### Stúdióalbumok
| Év   | Album                                                                       |
| ---- | --------------------------------------------------------------------------- |
| 2014 | Under My Skin - Megjelenés: 2014. május 8. - Lemezkiadó: Merion Music Group |

### Kislemezek
| Dal                                                                | Év   | SWE |
| ------------------------------------------------------------------ | ---- | --- |
| "Fields of Gold"                                                   | 2008 | 15  |
| "Another Lover’s Gone"                                             | 2009 | 8   |
| "Long Long Night" (Kim Franssonnal közösen)                        | 2010 | -   |
| "Wake Up World" (Karl Martindahl-al és Daniel Karlssonnal közösen) | 2011 | -   |
| "Cross the Universe"                                               | 2012 | -   |
| "I Don’t Like to Wait"                                             | 2013 | -   |
| "Fired" (J-Son-nal közösen)                                        | 2014 | -   |
| "Nothing in Return"                                                | 2014 | -   |
| "Sleep On It"                                                      | 2014 | -   |
| "Constellation Prize"                                              | 2016 | 2   |
| "Stevie Wonder"                                                    | 2016 | -   |
| "That’s Christmas to Me"/"Have Yourself a Merry Little Christmas"  | 2016 | -   |
| "I Can’t Go On"                                                    | 2017 | 6   |